# Campeonato Mundial de Snowboard de 2023 - Big air feminino
A prova do Big air feminino do Campeonato Mundial de Snowboard de 2023 ocorreu entre os dias 2 a 4 de março, em Bakuriani, na Geórgia.

## Medalhistas
| Ouro              | Prata                 | Bronze           |
| Anna Gasser (AUT) | Miyabi Onitsuka (JPN) | Tess Coady (AUS) |

## Calendário
Todos os horários estão no horário local (UTC+4)
| Data       | Horário | Fase         |
| ---------- | ------- | ------------ |
| 2 de março | 14:30   | Qualificação |
| 4 de março | 12:30   | Final        |

## Resultados
Um total de 23 snowboarders de 15 nacionalidades participaram da competição.

### Qualificação
As provas começaram às 14:30 do dia 2 de março.
| Colocação | Bib | Ordem de descida | Nome                | Nacionalidade | Descida 1 | Descida 2 | Melhor | Notas |
| --------- | --- | ---------------- | ------------------- | ------------- | --------- | --------- | ------ | ----- |
| 1         | 4   | 7                | Mia Brookes         | Grã-Bretanha  | 84.00     | 72.75     | 84.00  | Q     |
| 2         | 18  | 16               | Annika Morgan       | Alemanha      | 83.50     | 82.00     | 83.50  | Q     |
| 3         | 7   | 6                | Miyabi Onitsuka     | Japão         | 81.00     | 73.25     | 81.00  | Q     |
| 4         | 2   | 8                | Anna Gasser         | Áustria       | 73.50     | 60.75     | 73.50  | Q     |
| 5         | 5   | 2                | Mari Fukada         | Japão         | 65.00     | 73.25     | 73.25  | Q     |
| 6         | 12  | 17               | Hinari Asanuma      | Japão         | 70.25     | 55.25     | 70.25  | Q     |
| 7         | 3   | 9                | Laurie Blouin       | Canadá        | 70.00     | 53.00     | 70.00  | Q     |
| 8         | 6   | 10               | Tess Coady          | Austrália     | 61.00     | 66.50     | 66.50  | Q     |
| 9         | 20  | 20               | Vanessa Volopichová | Chéquia       | 62.50     | 66.25     | 66.25  |       |
| 10        | 10  | 5                | Emeraude Maheux     | França        | 13.75     | 65.25     | 65.25  |       |
| 11        | 11  | 12               | Melissa Peperkamp   | Países Baixos | 63.25     | 63.25     | 63.25  |       |
| 12        | 19  | 23               | Hanne Eilertsen     | Noruega       | 62.00     | 58.25     | 62.00  |       |
| 13        | 16  | 15               | Urška Pribošič      | Eslovênia     | 47.50     | 60.50     | 60.50  |       |
| 14        | 15  | 24               | Šárka Pančochová    | Chéquia       | 60.00     | 12.25     | 60.00  |       |
| 15        | 9   | 1                | Ariane Burri        | Suíça         | 12.50     | 58.00     | 58.00  |       |
| 16        | 13  | 18               | Evy Poppe           | Bélgica       | 56.75     | 9.75      | 56.75  |       |
| 17        | 17  | 14               | Meila Stalker       | Austrália     | 56.50     | 38.00     | 56.50  |       |
| 18        | 8   | 3                | Jasmine Baird       | Canadá        | 45.25     | 56.25     | 56.25  |       |
| 19        | 23  | 13               | Lucie Silvestre     | França        | 48.75     | 52.25     | 52.25  |       |
| 20        | 22  | 19               | Bettina Roll        | Noruega       | 51.00     | 51.00     | 51.00  |       |
| 21        | 21  | 22               | María Hidalgo       | Espanha       | 8.75      | 11.75     | 11.75  |       |
| 22        | 14  | 11               | Telma Särkipaju     | Finlândia     | 7.25      | DNS       | 7.25   |       |
| 23        | 24  | 21               | Carola Niemelä      | Finlândia     | DNS       | DNS       | DNS    |       |
| 23        | 1   | 4                | Reira Iwabuchi      | Japão         | DNS       | DNS       | DNS    |       |

### Final
As provas começaram às 12:30 do dia 4 de março.
| Colocação         | Bib | Ordem de descida | Nome            | Nacionalidade | Descida 1 | Descida 2 | Descida 3 | Total  |
| ----------------- | --- | ---------------- | --------------- | ------------- | --------- | --------- | --------- | ------ |
| Medalha de ouro   | 2   | 5                | Anna Gasser     | Áustria       | 87.75     | 74.75     | 18.25     | 162.50 |
| Medalha de prata  | 7   | 6                | Miyabi Onitsuka | Japão         | 80.25     | 19.00     | 81.00     | 161.25 |
| Medalha de bronze | 6   | 1                | Tess Coady      | Austrália     | 84.75     | 68.50     | 17.75     | 153.25 |
| 4                 | 3   | 2                | Laurie Blouin   | Canadá        | 79.75     | 9.25      | 68.50     | 148.25 |
| 5                 | 4   | 8                | Mia Brookes     | Grã-Bretanha  | 21.50     | 66.50     | 75.25     | 141.75 |
| 6                 | 18  | 7                | Annika Morgan   | Alemanha      | 55.75     | 11.75     | 68.75     | 124.50 |
| 7                 | 12  | 3                | Hinari Asanuma  | Japão         | 68.25     | 18.00     | 22.50     | 90.75  |
| 8                 | 5   | 4                | Mari Fukada     | Japão         | 19.75     | 21.00     | 17.50     | 21.00  |

Legenda
| Recorde mundial       | Recorde mundial (World record)               |                       | Recorde africano                      | Recorde africano (African) |                                           | Q | Classificado por posição (Qualified) |
| Recorde do campeonato | Recorde do campeonato (Championship record)  | Recorde da América    | Recorde da América (Americas)         | q                          | Classificado por melhor tempo (Qualified) |   |                                      |
| Melhor marca do ano   | Melhor marca do ano (World leading)          | Recorde asiático      | Recorde asiático (Asian)              | DNS                        | Não largou (Did not start)                |   |                                      |
| Recorde nacional      | Recorde nacional (National record)           | Recorde europeu       | Recorde europeu (European)            | DNF                        | Não terminou (Did not finish)             |   |                                      |
| Recorde pessoal       | Recorde pessoal do atleta (Personal best)    | Recorde da Oceania    | Recorde da Oceania (Oceania)          | DSQ / DQ                   | Desclassificado (Disqualified)            |   |                                      |
| Recorde da temporada  | Recorde da temporada do atleta (Season best) | Recorde sul-americano | Recorde sul-americano (South America) | NM                         | Sem marca (No mark)                       |   |                                      |